# Wladimir Jewgenjewitsch Sokolow
Wladimir Jewgenjewitsch Sokolow (russisch Владимир Евгеньевич Соколов; * 1. Februar 1928 in Moskau; † 19. April 1998 ebenda) war ein russischer Biologe (Zoologe) und Mitglied der Russischen Akademie der Wissenschaften.
Er war Direktor des Instituts für Tierentwicklungsmorphologie und Ökologie der Sowjetischen Akademie der Wissenschaften und Professor für Zoologie an der Staatlichen Universität Moskau. Er gehörte dem Präsidium der Sowjetischen Akademie der Wissenschaften an. Als Vertreter der UdSSR war er Mitglied der Weltkommission für Umwelt und Entwicklung (UN) unter Vorsitz von Gro Harlem Brundtland, welche den Brundtland-Bericht herausgab. 1990 wurde er in die American Academy of Arts and Sciences gewählt.